# William Finley
William Franklin Finley (New York, 20 september 1942 – aldaar, 14 april 2012) was een Amerikaans acteur. Hij had een hechte vriendschap met regisseur Brian de Palma, voor wie hij in een aantal films speelde, onder andere Woton's Wake en Murder à la Mod.
Hij was getrouwd met Susan Weiser Finley van 1975 tot aan zijn overlijden. Samen hadden ze een jongen. Finley overleed aan complicaties bij een operatie.

## Filmografie
- Woton's Wake, (1962)
- Murder à la Mod, (1968)
- The Wedding Party, (1969)
- Dionysus, (1970)
- Sisters, (1973)
- Phantom of the Paradise, (1974)
- Last Hours Before Morning, (1975)
- Eaten Alive, (1977)
- The Fury, (1978)
- Wise Blood, (1979, niet op aftiteling)
- Dressed to Kill, (1980, niet op aftiteling)
- Simon, (1980)
- The Funhouse, (1981)
- Silent Rage, (1982)
- Double Negative, (1985)
- Night Terrors, (1995)
- The Black Dahlia, (2006)

## Televisieseries
- Tales from the Crypt, (1993)
- Sabrina, the Teenage Witch, (1998, niet op aftiteling)
- Masters of Horror, (2006, niet op aftiteling)